# El lobby israelí
El lobby israelí (título original en inglés: The Israel Lobby and U.S. Foreign Policy)
es un trabajo realizado por John Mearsheimer un profesor de ciencia política de la Universidad de Chicago y Stephen Walt profesor de relaciones internacionales en la Kennedy School of Government de la Universidad Harvard. Ha tenido varias versiones a lo largo de los años, la más reciente es The Israel Lobby and U.S. Foreign Policy, un polémico libro del New York Times, publicado en septiembre de 2007 por Farrah, Strauss y Giroux.

## Historia
El documento fue encargado en 2002 por The Atlantic Monthly , que luego lo rechazó. Se puso a disposición como un artículo en el sitio web de la Kennedy School en 2006. El documento fue finalmente publicado en marzo de 2006 por London Review of Books . Philip Weiss examina algunos de los antecedentes de la creación del documento en un artículo en The Nation.
Una tercera versión revisada que aborda algunas de las críticas, se publicó en el otoño del 2006 en la publicación Middle East Policy. Los autores indican que "en términos de sus principales reivindicaciones, sin embargo, esta versión revisada no se aparta del documento original". A finales de agosto de 2007 una versión ampliada fue publicada en forma de libro. En España fue editado por Editorial Taurus.

## Sinopsis
El trabajo sostiene que "los Estados Unidos se han mostrado dispuestos a dejar de lado su propia seguridad, a fin de promover los intereses de otro estado (Israel)" y, además, que la política impulsada en Medio Oriente por EE. UU. es conducida principalmente por el lobby israelí," definido como una "coalición de personas y organizaciones que trabajan activamente para dirigir la política exterior de los EE.UU. en favor de Israel".
Los autores afirman que el "núcleo del lobby" son los "judíos estadounidenses que hacen un esfuerzo significativo en su vida cotidiana para modificar la política exterior de EE.UU. a fin de que apoye los intereses de Israel. Señalan que "no todos los judíos y el judaísmo en los Estados Unidos son parte del lobby", y que "judío-estadounidenses también difieren sobre las políticas israelíes".
Mearsheimer y Walt argumentan que "no han logrado ejercer presión para desviar la política exterior de EE. UU. lejos de lo que el interés nacional estadounidense sugiere, pero al mismo tiempo, convencen a los estadounidenses de que EE.UU. y los intereses israelíes son esencialmente idénticos". Ellos sostienen que "en sus operaciones básicas, no son diferentes de otros grupos de interés como el lobby agrario, el de trabajadores del acero y textiles, y otros grupos de presión étnicos. Lo que diferencia al lobby israelí es su extraordinaria eficacia". Según Mearsheimer y Walt, la coalición que constituye el lobby tiene "significativa influencia sobre el Poder Ejecutivo", así como la capacidad para asegurarse de que el "Lobby de la perspectiva israelí" está ampliamente reflejado en los principales medios de comunicación". Afirman que AIPAC (American Israel Public Affairs Committee), en particular, ejerce un "estrangulamiento sobre el congreso de los EE. UU.", debido a su "capacidad para premiar a legisladores y candidatos al congreso que apoyan su programa, y para castigar a quienes lo desafían".

## Recepción y polémicas sobre el libro
La publicación en marzo de 2006 del ensayo de Mearsheimer y Walt, "The Israel Lobby and U.S. Foreign Policy" promovió un debate cargado en cuanto a qué es lo constituye las teorías de la conspiración judía cuando se critica el lobby israelí. La polémica central del ensayo fue la afirmación de que la influencia del lobby israelí ha distorsionado la política exterior de EE.UU. en Oriente Medio lejos de lo que los autores denominan "interés nacional estadounidense".
El redactor Christopher Hitchens afirmó que el documento "contiene gran parte que es verdad y poco que es original", pero que "lo que es original no es verdad y lo que es cierto no es original", y que la idea de que los "judíos menean la cola del perro estadounidense... que los Estados Unidos, han ido a la guerra en Irak para satisfacer a Ariel Sharón, ... y que la alianza entre los dos países ha logrado atraer la ira de Osama bin Laden hacia nosotros" es "en parte engañosa y, en parte, espeluznante". También dijo que los autores "malinterpretan seriamente el origen del problema" y producir "un artículo que se redimió de la completa apatía y la mediocridad sólo por su ligero pero inconfundible mal olor."
Rupert Cornwell en The Independent, acogió con satisfacción "un debate sobre el apoyo de EE. UU. a Israel", y acusó al "lobby judío" de la "grave represión del debate interno sobre la relación entre EE.UU. e Israel" y "la combinación del conflicto de Israel con los palestinos con la guerra de EE. UU. contra el terrorismo".
El documento fue descripto como una "llamada de atención" por Daniel Levy, exasesor del Primer Ministro de Israel Ehud Barak. En un artículo del 25 de marzo publicado en Haaretz, Levy escribió, "Su causa es fuerte: que la identificación de EE. UU: con los intereses israelíes se explica principalmente a través de los efectos del lobby en Washington y en la limitación del debate público, en lugar de la virtud de Israel de ser un activo estratégico vital o tener una causa moral convincente para apoyarlo".
Michelle Goldberg informó en Salon.com, ya que este fue "no sólo un caso de académicos valientes diciendo verdades tabú", sino que habían "metido la pata con el artículo que tiene de hecho varios errores y omisiones desconcertantes", y que parecía "expresamente diseñado para obtener exactamente la reacción que ha recibido."
Michael Scheuer, ex alto funcionario de la CIA y analista de terrorismo de CBS News, dijo a NPR que Mearsheimer y Walt están básicamente en lo correcto. Israel, según Scheuer, ha participado en una de las más exitosas campañas para influir en la opinión pública en los Estados Unidos jamás realizada por un gobierno extranjero. Scheuer dijo a la NPR que "a ellos (Mearsheimer y Walt) se les debe un crédito por el valor que realmente han tenido para presentar un documento sobre el tema. Espero que avancen e investiguen el lobby saudita, que es probablemente más peligroso para los Estados Unidos que el lobby israelí".
Una editorial en el diario israelí Haaretz dijo que el documento "involucraba un intento de culpar a los judíos de acontecimientos que son ajenas a los mismos", y continúa diciendo que "la conclusión que Israel puede extraer del sentimiento anti-israelí expresado en el artículo es que no será inmune por siempre." Llega a la conclusión de que "sería irresponsable ignorar el grave y preocupante mensaje del artículo.... El artículo de los profesores no merece condena, sino que debe servir como señal de advertencia."
Abdulmo'em Abulfotah, un alto funcionario de la Hermandad musulmana (un grupo islamista sunní que, de acuerdo con el gobierno de los EE.UU. fue prohibido, pero tolerado por el gobierno de Egipto desde finales de 2005) dijo que cree "que la gente que escribió ese informe estaban trabajando por el interés del pueblo estadounidense."
Tony Judt, escribió en el New York Times, que "a pesar del provocativo título (del artículo), el ensayo se basa en una gran variedad de fuentes estándares y la mayoría es indiscutible". Él pregunta: "¿el lobby israelí afecta nuestras decisiones en política exterior? Por supuesto, es uno de sus objetivos. [...] Pero, ¿la presión para apoyar a Israel distorsiona las decisiones de EE. UU.? Esa es una cuestión de juicio." Concluye el ensayo tomando la perspectiva de que "este ensayo, por dos cientistas políticos 'realistas', sin interés alguno en los palestinos, es un presagio." Y que "no será evidente por sí mismo para las futuras generaciones de estadounidenses por qué el poder imperial y la reputación internacional de los Estados Unidos están tan estrechamente alineados con uno pequeño y controvertido estado cliente mediterráneo".
Mitchell Plitnick, director de Educación y Políticas de la Jewish Voice for Peace (Voz Judía por la Paz), escribió una extensa crítica de la obra, al tiempo que declara firmemente que "las ideas que Mearsheimer y Walt presentan no son cómodas, y en mi opinión, a veces tampoco precisas. Pero no son personalmente antisemitas, ni están motivadas por la animosidad hacia Israel." Plitnick detalla su opinión de que Mearsheimer y Walt exageran seriamente el rol del "lobby" en la formulación de políticas, aunque su influencia en el Congreso es considerable. También desafía la opinión de que Israel fue el principal motivador de la invasión a Iraq, diciendo que "... es evidente que Iraq no era amenaza para Israel. No existía la menor razón para que Israel se arriesgue a irritar a una gran parte del pueblo estadounidense con el fin de presionar para esta guerra, y de hecho, no lo hizo. Fue una desgracia de Estados Unidos, y la participación de Israel fue por solicitud de Estados Unidos, y no su propio impulso". Plitnick ve a la política de EE.UU. en Medio Oriente en consonancia con la política de los EE.UU. en otros lugares sobre la base de un análisis con el que tanto él como Mearsheimer y Walt estarán en desacuerdo, pero diciendo "El Lobby israelí" es responsable de exagerar la cuestión.

## Documental
En abril de 2007, el programa documental holandés Tegenlicht ( "Luz de fondo"), produjo un documental como resultado de la controversia creada por el artículo de Mearsheimer y Walt. El mismo fue titulado El Lobby de Israel.